# Deta
Deta je rumunské město v župě Timiș. Ve městě žije přibližně 5 700 obyvatel.
Administrativně k městu náleží i vesnice Opatița.

## Partnerské obce
- Bordány, Maďarsko
- Čoka, Srbsko